# Olavius hanssoni
Olavius hanssoni är en ringmaskart som beskrevs av Erséus 1984. Olavius hanssoni ingår i släktet Olavius och familjen glattmaskar. Inga underarter finns listade i Catalogue of Life.